# Taiping Zhen (köping i Kina, lat 24,66, long 97,85)
Taiping Zhen (kinesiska: 太平, 太平镇) är en köping i Kina. Den ligger i provinsen Yunnan, i den sydvästra delen av landet, omkring 490 kilometer väster om provinshuvudstaden Kunming.
Genomsnittlig årsnederbörd är 1 649 millimeter. Den regnigaste månaden är juli, med i genomsnitt 414 mm nederbörd, och den torraste är januari, med 2 mm nederbörd.